# Санкт-Файт-ам-Фогау
Санкт-Файт-ам-Фогау (нем. Sankt Veit am Vogau) — ярмарочная коммуна (нем. Marktgemeinde) в Австрии, в федеральной земле Штирия. 
Входит в состав округа Лайбниц.  Население составляет 1844 человека (на 31 декабря 2005 года). Занимает площадь 25,9 км². Официальный код  —  61 036.

## Политическая ситуация
Бургомистр коммуны — Манфред Тацль (АНП) по результатам выборов 2005 года.
Совет представителей коммуны (нем. Gemeinderat) состоит из 15 мест.
- АНП занимает 10 мест.
- СДПА занимает 5 мест.